# Fischer Simon
Fischer Simon unitárius lelkész és tanár.

## Élete
Colbergből, Pomerániából származott, mint munkájának előszavában (1599. december 21.) említi. A kolozsvári iskolában retorikát és aritmetikát tanított, Cicero oratióját pro Milone magyarázta, s néhai Molnár Gergely Dialecticáját is kezdte magyarázni.

## Munkái
- Dialectices praecepta breviter ac methodice in schola Claudiopolitana studiosis proposita, tribusq(ue) libris distincta per Simonem Fischervm Colbergensem Pomeranvm. 1599. A könyv végén: Disputationes aliquot, doctrinam de praedicamentis et praedicabilibus, ut vulgo traditur, ex Aristotelis et aliorum dialecticorum scriptis desumptam, et compendiosa facilique methodo congestam complectentes, exercitii gratia in gymnasio Claudiopolitano ad examinandum et ventilandum propositae, a Simone Fischero ejusdem gymnasii lectore.